# Jan Nelissen
Jan Nelissen (Heemstede, 24 mei 1918 - Bloemendaal, 7 december 1987) was een Nederlands handpoppenspeler. Nelissen wordt gezien als de grondlegger van het naoorlogse poppenspel in Nederland.

## Biografie
In 1946 richtte Nelissen in het souterrain van het Maastrichtse Dinghuis het "Het Kleine Wereldtoneel" op. Dit poppentheater werd later overgenomen door Pieke Dassen en werd bekend als Poesjenellenkelder. Nelissen beheerste het handpoppenspel tot in detail en gaf met zijn gezelschap voorstellingen voor zowel kinderen als volwassenen. In 1977 moest Nelissen om gezondheidsredenen met het poppenspel stoppen. Jan Nelissen was erelid van de Vereniging van Gezelschappen van Nederlandse Beroepspoppenspelers.

## Theater op locatie
In zijn Citroën ribbelbus gaf Nelissen voorstellingen door geheel Nederland. De achterklep ging omhoog en gaf de toneelopening vrij, in de bodem van de bus zat een luik waar Nelissen zijn voeten door stak en veel meer was er niet nodig voor theater op locatie. Jan Nelissen speelde eigen verhalen, maar vertolkte ook klassiekers zoals Jan Klaassen en Katrijn.

## Theater en kennisoverdracht
In 1965 richtte hij in Amstelveen het Amstelveens Poppentheater op, waar hij gedurende tien jaar de vaste en enige bespeler was. Dit theater is sindsdien uitgegroeid tot een centrum voor het Nederlands poppenspel. Nelissen was de leermeester voor beginnende collega's, zoals Hinderik de Groot en Theo Terra, die later zeer succesvol zouden worden.

## Televisie
Met Feike Boschma, een marionettenspeler, speelde Jan Nelissen in de televisieserie Het Koerhuis van Papa Wirrewarre, die 46 afleveringen telde en tussen 1966 en 1974 werd uitgezonden door de NCRV, later voortgezet onder de titel De Kijkkast. Hun poppen waren Peentje de clown, Ritsaard de vos, Marjolica de deftige dame en Gompie de walrus. Ze woonden bij pappa Wirrewarre in het Koerhuis, een oude duiventil.

## Erkenning en nalatenschap
Servaes Nelissen (1959), Jans zoon, zette zijn werk voort en maakte in 2015 een theatertentoonstelling over het werk van zijn vader. Poppen van Jan Nelissen zijn opgenomen in de collectie van het Theaterinstituut Nederland.
- International Standard Name Identifier: 0000 0000 2596 0834
- Library of Congress Control Number: n82063966
- Nederlandse Thesaurus van Auteursnamen: 073341541
- Virtual International Authority File: 5451565
- WorldCat: E39PBJqK9CkVP9VmjqMw7Fw6Kd